# Cortanze
Cortanze é uma comuna italiana da região do Piemonte, província de Asti, com cerca de 289 habitantes. Estende-se por uma área de 4,46 km², tendo uma densidade populacional de 65 hab/km². Faz fronteira com Cunico, Montechiaro d'Asti, Piea, Soglio, Viale.

## Demografia
| Variação demográfica do município entre 1861 e 2011                               |
|                                                                                   |
| Fonte: Istituto Nazionale di Statistica (ISTAT) - Elaboração gráfica da Wikipedia |